# Cueva de El Tendal
Las cuevas de El Tendal en el barranco de San Juan, en el municipio de San Andrés y Sauces, forman uno de los yacimientos prehistóricos más importantes de los Benahoaritas.

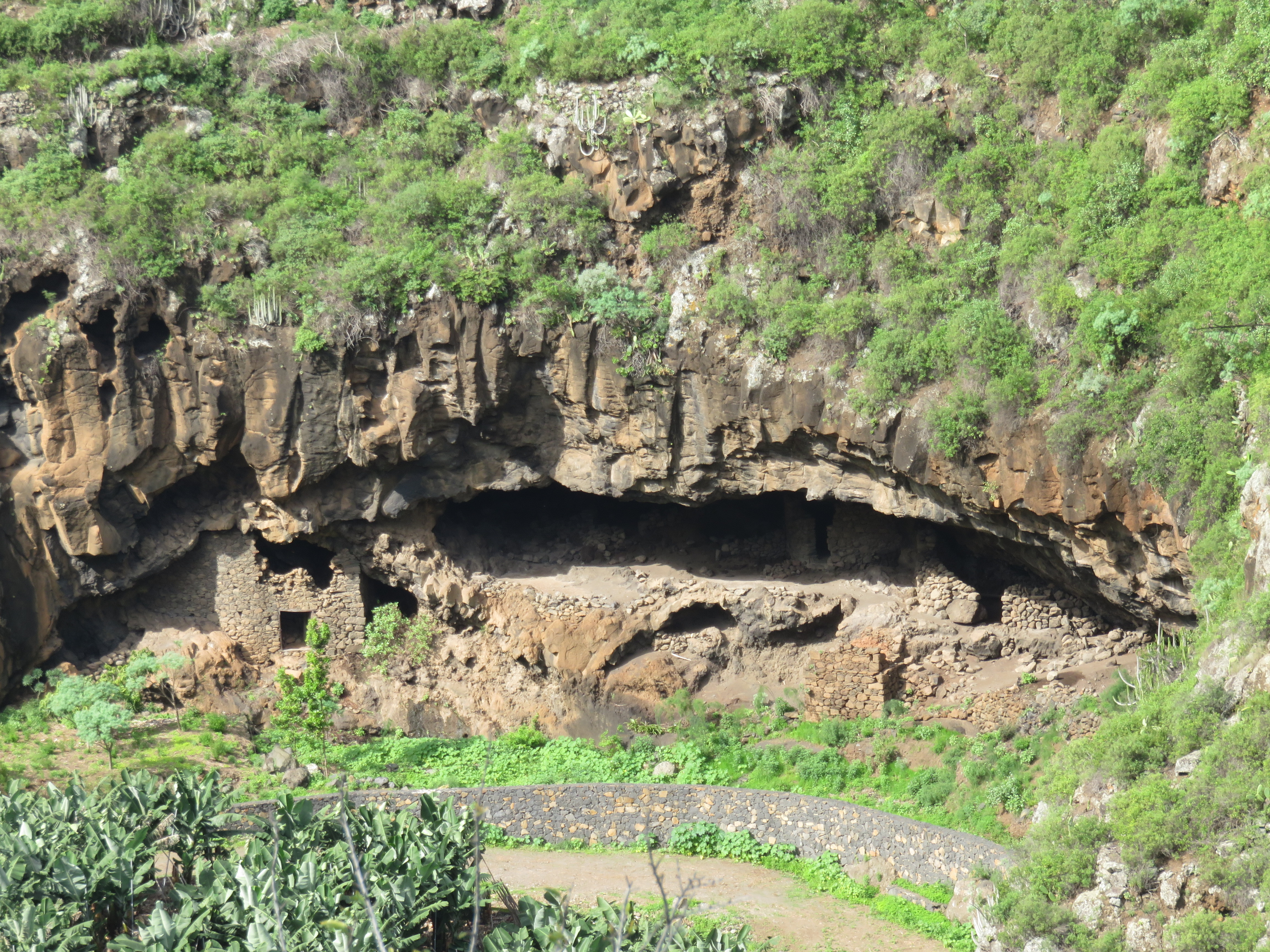
Entrada

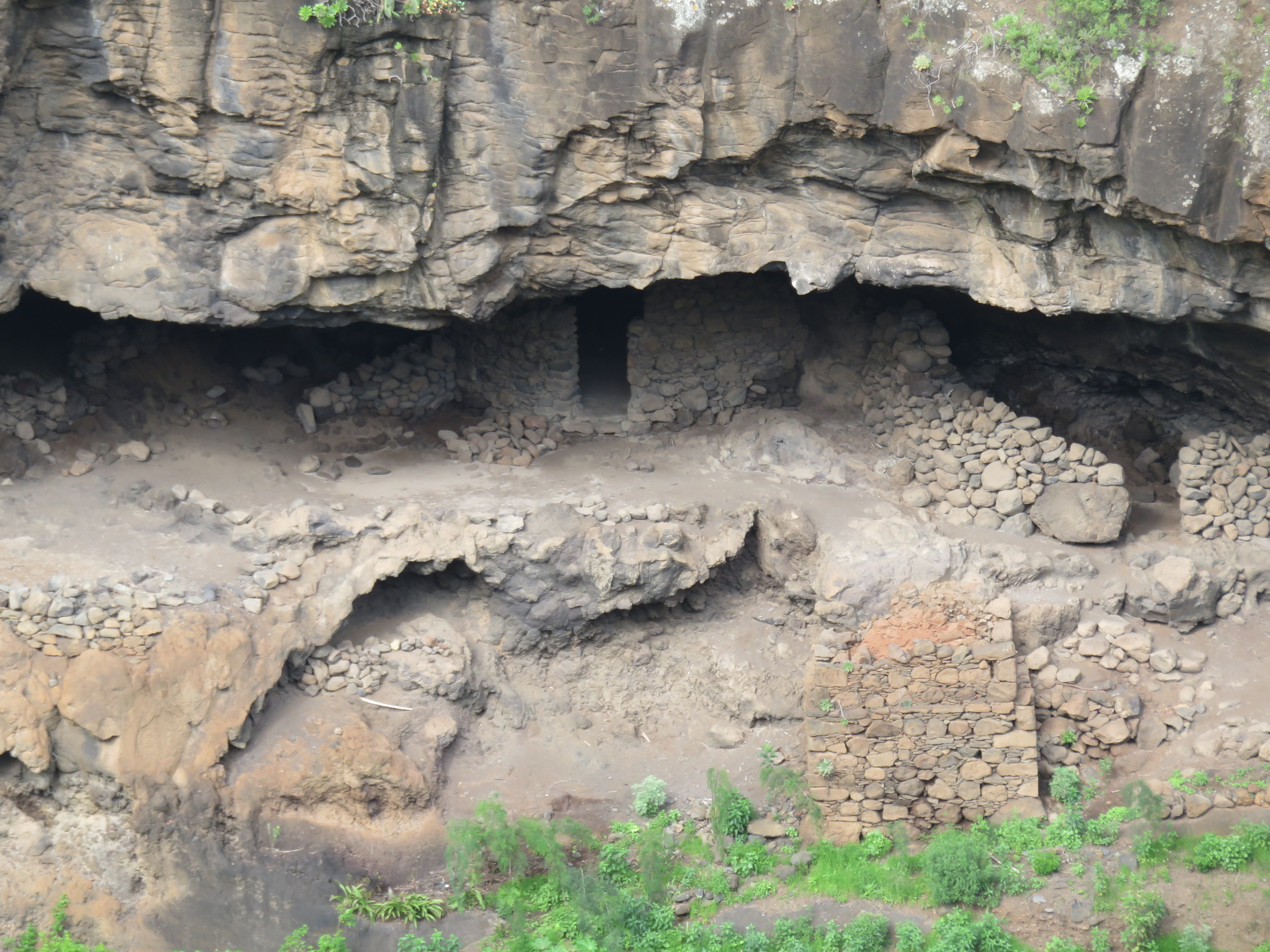
Detalle

## Características
A ambos lados del Barranco de San Juan en Los Galguitos (San Andrés y Sauces) se reparten unas 27 viviendas cueva, de las que destaca la impresionante cueva principal de unos 60 m de ancho y magníficas condiciones de habitabilidad. El yacimiento además cuenta con varios asentamientos de cabañas, 3 necrópolis y una pequeña estación de grabados rupestres. En la cueva principal se aprecian tres zonas claramente diferenciadas: La parte derecha, que consiste en una repisa que se utilizaba para dormir. La parte central, que se delimitaba con mamparas de pieles o fibras vegetales, era el lugar dónde se llevaron a cabo tareas de cocina, preparación de la industria lítica, etc. Por último, la parte izquierda, que funcionó probablemente como una despensa.
El Tendal es, sin lugar a dudas, el yacimiento aborigen más importante de La Palma. La arqueología palmera no se puede entender sin las cinco campañas de excavación que se llevaron a cabo entre 1981 y 1988, durante las cuales se descubrió una estratigrafía de más de 7 metros de espesor y una gran cantidad de materiales, destacando unas importantes piezas cerámicas de más de 2.000 años de antigüedad. Buena parte de la información científica disponible sobre la vida y cultura de los benahoaritas se ha conocido gracias a este yacimiento. Incluso las teorías sobre el poblamiento prehistórico de la isla, pudiendo establecer toda una cronología en oleadas bien diferenciadas. Principalmente hay dos horizontes culturales, una primera etapa de influencia oeste magrebí, que abarca desde el primer milenio a. C. hasta el primer milenio d. C. Después se inicia el período reciente, formado por una nueva oleada de gentes procedentes del África Occidental. 
Hasta las excavaciones realizadas en El Tendal en los años ochenta, se asumía que los benahoaritas desconocían la agricultura, y que la base de su sustento era exclusivamente el pastoreo, la pesca y la recolección. Sin embargo, en las cuevas se hallaron restos de habas, trigo, cebada y lentejas, desmintiendo los datos de las fuentes etnohistóricas y cambiando los conocimientos que se tenían sobre los antiguos palmeros. 
El Tendal finalmente fue abandonado, el motivo aún es desconocido, pero hay teorías que apuntan a una posible riada. Las cerámicas prehispánicas de La Palma se catalogan en cuatro fases en función de la abundancia de decoraciones. La total ausencia de piezas correspondientes a la fase IV demuestran que la cueva permaneció abandonada durante al menos 500 años, por lo tanto, nunca llegó a estar habitada por la segunda oleada de pobladores procedentes del África Occidental.

## Parque Arqueológico El Tendal

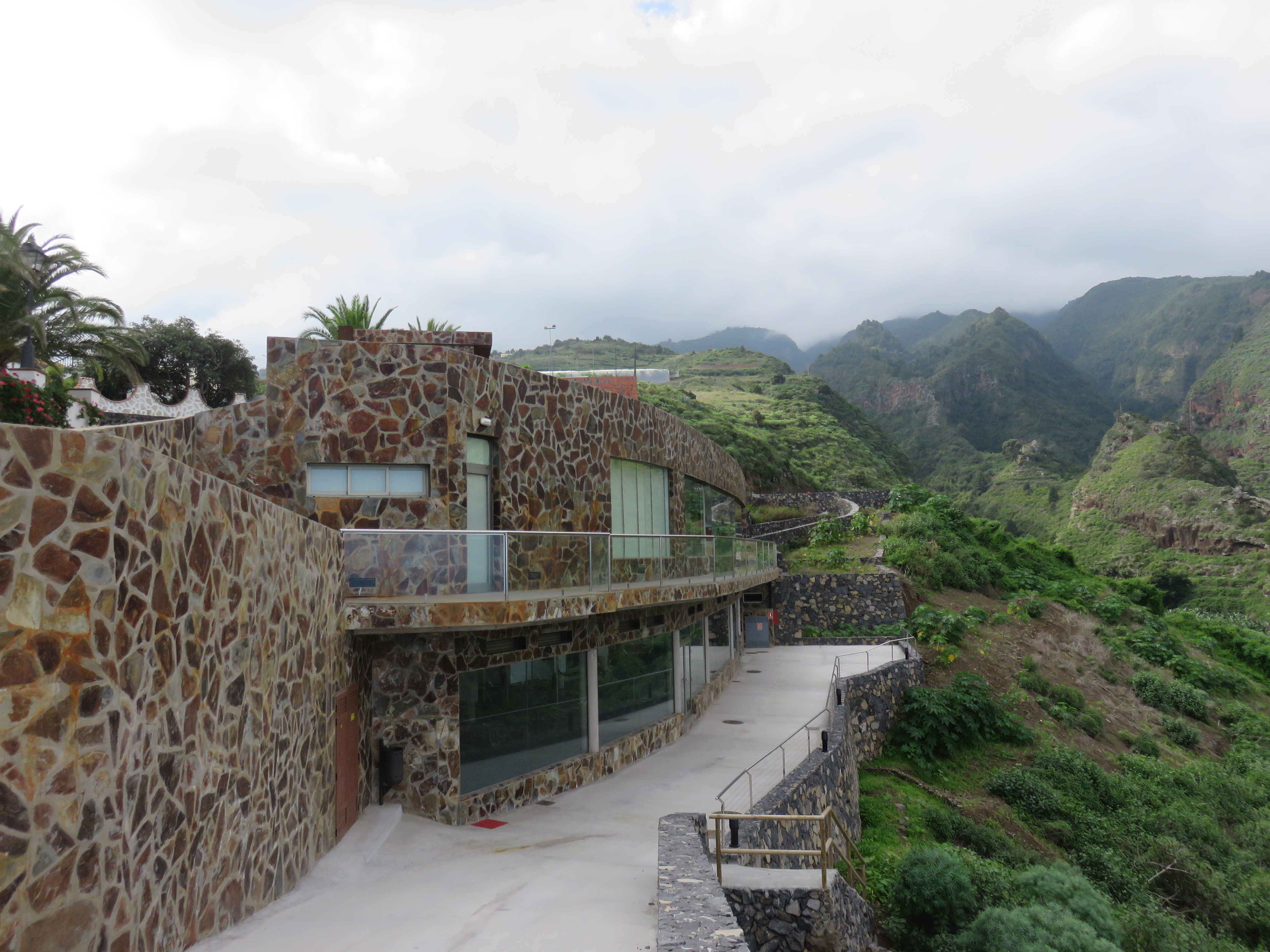
Museo del Parque Arqueológico de El Tendal

En 2019 se inauguró junto al Barranco de San Juan el Parque Arqueológico de El Tendal. Este museo busca poner en valor la historia y las piezas encontradas en este yacimiento, que es uno de los tres más valiosos de La Palma, junto a la Cueva de Belmaco en Mazo y el Parque Cultural Zarza en Garafía.